# Zilele Culturii Poloneze
Zilele Culturii Poloneze (în poloneză Dni Kultury Polskiej) este un festival cultural anual desfășurat în Varșovia, capitala Poloniei. Evenimentul promovează diversitatea artistică și patrimoniul cultural polonez printr-o serie de spectacole, expoziții, ateliere și întâlniri cu personalități din domeniul artelor.
Festivalul a fost înființat în anul 2010, cu scopul de a crea o platformă internațională pentru schimburi culturale și pentru a aduce în atenția publicului larg bogăția tradițiilor și inovațiilor culturale poloneze. În fiecare an, în luna mai, programul cuprinde concerte de muzică clasică și contemporană, spectacole de teatru, expoziții de artă vizuală și proiecții de filme poloneze.
Evenimentul este organizat de Institutul Polonez din Varșovia, care colaborează cu numeroase instituții culturale naționale și internaționale. Pe lângă promovarea culturii poloneze, festivalul sprijină artiști emergenți și stimulează dialogul intercultural prin conferințe și dezbateri tematice.
Zilele Culturii Poloneze s-a impus ca unul dintre cele mai importante evenimente culturale din Europa Centrală și de Est, atrăgând anual mii de vizitatori din întreaga lume. Festivalul contribuie semnificativ la promovarea imaginii Poloniei ca țară cu o bogată moștenire culturală și creativă.